# Dryopteris pseudo-africana
Dryopteris pseudo-africana là một loài dương xỉ trong họ Dryopteridaceae. Loài này được Makino & Ogata mô tả khoa học đầu tiên năm 1927.
Danh pháp khoa học của loài này chưa được làm sáng tỏ. 